# Azé (Mayenne)
Azé és un municipi francès situat al departament de Mayenne i a la regió de País del Loira. L'any 2007 tenia 3.250 habitants.

## Demografia

### Població
El 2007 la població de fet d'Azé era de 3.250 persones. Hi havia 1.208 famílies de les quals 248 eren unipersonals (52 homes vivint sols i 196 dones vivint soles), 444 parelles sense fills, 476 parelles amb fills i 40 famílies monoparentals amb fills.
La població ha evolucionat segons el següent gràfic:
Habitants censats

### Habitatges
El 2007 hi havia 1.262 habitatges, 1.212 eren l'habitatge principal de la família, 17 eren segones residències i 33 estaven desocupats. 1.216 eren cases i 44 eren apartaments. Dels 1.212 habitatges principals, 913 estaven ocupats pels seus propietaris, 282 estaven llogats i ocupats pels llogaters i 17 estaven cedits a títol gratuït; 5 tenien una cambra, 29 en tenien dues, 121 en tenien tres, 327 en tenien quatre i 730 en tenien cinc o més. 917 habitatges disposaven pel capbaix d'una plaça de pàrquing. A 528 habitatges hi havia un automòbil i a 596 n'hi havia dos o més.

### Piràmide de població
La piràmide de població per edats i sexe el 2009 era:
| Homes | Edats   | Dones |
| ----- | ------- | ----- |
| 0     | 95 o +  | 4     |
| 12    | 90 a 94 | 4     |
| 12    | 85 a 89 | 8     |
| 12    | 80 a 84 | 0     |
| 20    | 75 a 79 | 48    |
| 52    | 70 a 74 | 40    |
| 68    | 65 a 69 | 80    |
| 72    | 60 a 64 | 68    |
| 68    | 55 a 59 | 84    |
| 88    | 50 a 54 | 72    |
| 104   | 45 a 49 | 76    |
| 140   | 40 a 44 | 164   |
| 112   | 35 a 39 | 104   |
| 116   | 30 a 34 | 136   |
| 60    | 25 a 29 | 60    |
| 100   | 20 a 24 | 68    |
| 96    | 15 a 19 | 132   |
| 128   | 10 a 14 | 140   |
| 120   | 5 a 9   | 148   |
| 76    | 0 a 4   | 84    |

## Economia
El 2007 la població en edat de treballar era de 2.105 persones, 1.586 eren actives i 519 eren inactives. De les 1.586 persones actives 1.534 estaven ocupades (794 homes i 740 dones) i 52 estaven aturades (22 homes i 30 dones). De les 519 persones inactives 185 estaven jubilades, 228 estaven estudiant i 106 estaven classificades com a «altres inactius».

### Ingressos
El 2009 a Azé hi havia 1.279 unitats fiscals que integraven 3.443,5 persones, la mediana anual d'ingressos fiscals per persona era de 17.633 €.

### Activitats econòmiques
Dels 181 establiments que hi havia el 2007, 1 era d'una empresa extractiva, 8 d'empreses alimentàries, 2 d'empreses de fabricació de material elèctric, 14 d'empreses de fabricació d'altres productes industrials, 34 d'empreses de construcció, 62 d'empreses de comerç i reparació d'automòbils, 6 d'empreses de transport, 6 d'empreses d'hostatgeria i restauració, 9 d'empreses financeres, 10 d'empreses immobiliàries, 13 d'empreses de serveis, 8 d'entitats de l'administració pública i 8 d'empreses classificades com a «altres activitats de serveis».
Dels 43 establiments de servei als particulars que hi havia el 2009, 1 era una oficina de correu, 1 una oficina bancària, 9 tallers de reparació d'automòbils i de material agrícola, 1 taller d'inspecció tècnica de vehicles, 4 paletes, 9 guixaires pintors, 5 fusteries, 5 lampisteries, 2 electricistes, 2 perruqueries, 3 restaurants i 1 saló de bellesa.
Dels 20 establiments comercials que hi havia el 2009, 1 era un supermercat, 1 una gran superfície de material de bricolatge, 2 fleques, 1 una carnisseria, 1 una peixateria, 1 una llibreria, 4 botigues de roba, 1 una botiga d'equipament de la llar, 1 una sabateria, 3 botigues de mobles, 1 una botiga de material esportiu, 1 una botiga de material de revestiment de parets i terra, 1 un drogueria i 1 una floristeria.
L'any 2000 a Azé hi havia 64 explotacions agrícoles que ocupaven un total de 1.960 hectàrees.

## Equipaments sanitaris i escolars
El 2009 hi havia 2 farmàcies i 1 ambulància.
El 2009 hi havia 1 escola maternal i 1 escola elemental. Azé disposava d'un col·legi d'educació secundària amb 416 alumnes.

## Poblacions properes
El següent diagrama mostra les poblacions més properes.